# Friedrich Joseph Emerich
Friedrich Joseph Emerich (auch: Emmerich; geboren am 21. Februar 1773 in Wetzlar; gestorben am 17. November 1802 in Würzburg) war ein deutscher Dichter und Publizist.

## Leben
Emerich war der Sohn eines Juristen am Reichskammergericht in Wetzlar. Er besuchte das Gymnasium in Wetzlar und studierte dann von 1790 bis 1793 Jurisprudenz in Mainz und Marburg, wurde jedoch wegen seiner Mitgliedschaft in revolutionären Zirkeln nach einem Praktikum am Reichskammergericht nicht zur Advokatur zugelassen.
1796 schloss Emerich sich der französischen Armee an, da er eine revolutionäre Umgestaltung Deutschlands durch Frankreich erhoffte, und beteiligte sich an den Feldzügen der Generäle Jourdan und Hoche. Die Hoffnung auf eine Karriere im französischen Militär zerschlug sich jedoch, als Hoche fiel und General Debelle abberufen wurde, wodurch Emerich seine beiden Förderer verlor.
Ab 1797 arbeitete er zunächst in der französischen Militär- und dann in der Kommunalverwaltung im republikanischen Mainz in untergeordneter Stellung. Ab 1801 lebte er als „freier Schriftsteller“ teilweise in bitterer Armut.
In Mainz schloss er Freundschaft mit Friedrich Hölderlin, der sich für die Publikation von Emerichs Gedichten einsetzte, obwohl er deren Form kritisierte.
Als man in Emerich den Verfasser der in Johann Wilhelm von Archenholz’ Zeitschrift Minerva anonym erschienenen Briefe über den gegenwärtigen Zustand der deutsch-französischen Rheinländer (1801/1802) mit ihrer harten Kritik am französischen Regierungssystem erkannte, wurde er auf Veranlassung von Jollivet, dem Präfekten des Departements, verhaftet, man entzog ihm seine Papiere und schließlich wurde er abgeschoben. Dies führte zu einem Zusammenbruch, Emerich fiel im September 1802 in Wahnsinn, woraufhin man ihn in das Juliusspital Würzburg einlieferte, wo er nach einem Hungerstreik starb.
Emerichs Bedeutung für die Geschichte des deutschen Jakobinismus wurde erst spät erkannt, da die von ihm verfassten Flugschriften anonym erschienen und ihm lange nicht zugeordnet werden konnten.

## Werke
- Wiederholter Aufruf an die deutsche Nation. Flugschrift. 1794 (von Gauch Emerich zugeschrieben).
- Graf Lilienhain, ein psychologischer Roman. Bayreuth 1795.
- Gedichte. Frankenthal 1799.
- Briefe eines Marseillers während der leztern Begebenheiten bei der Sambre- und Maasarmee bis an Hoche’s Tod. Hamburg 1799, Digitalisat.
- Anrede an Deutschlands Fürsten. Flugschrift. 1797.
- Zuruf eines Deutschen an Europa’s Fürsten und an seine Mitbürger. Flugschrift. 1797.
- Blick in die Zukunft bei dem Lüneviller Frieden. Mainz 1801, Digitalisat.
- Kalile Wadimne Pilpay. Verdeutschet und metrisch bearbeitet durch Lucian Weber [= Friedrich Joseph Emerich]. 2 Bde. Frankfurt am Main & Leipzig 1802.